# Rozmaring kunyhó
A Rozmaring kunyhó 2021 és 2022 között vetített magyar oktató bábsorozat, amit Trömböczky Napsugár és Lukács Gabriella rendezett. A sorozat főszereplője Trömböczky Napsugár.
A sorozatot 2021. október 9-én mutatta be a M2.

## Cselekmény
Egy erdő közepi kunyhóban Napraforgó épp takarít nagymamája után. Időközben megjelennek a gubák, Mályva, Kele, Deske, Lári és Fári és kérdéseket tesznek fel Napraforgónak.

## Szereplők

### Főszereplők
| Színész             | Szereplő   |
| ------------------- | ---------- |
| Trömböczky Napsugár | Napraforgó |
| Eredeti hang        | Szereplő   |
| Főglein Fruzsina    | Mályva     |
| Kovács Domonkos     | Lári       |
| Kovács Domonkos     | Fári       |
| Bartha Bendegúz     | Kele       |
| Harkel Márton       | Deske      |

### További szereplők
- Barna Zsombor – Vitéz László (hang)
- Kéri Kitty – Ibolya
- Lestyán Attila – Dr. Holdas Oszkár
- Nagy Petra – Délibáb (hang)

## Évadáttekintés
| Évad | Évad | Részek száma | Részek száma | Eredeti sugárzás   | Eredeti sugárzás   | Eredeti adó |
| Évad | Évad | Részek száma | Részek száma | Évadbemutató       | Évadzáró           | Eredeti adó |
| ---- | ---- | ------------ | ------------ | ------------------ | ------------------ | ----------- |
|      | 1.   | 12           | 12           | 2021. december 25. | 2021. október 9.   |             |
|      | 2.   | 8            | 8            | 2022. november 5.  | 2022. december 24. |             |

## Epizódok

### Első évad (2021)
Az első évad 2021. október 9-én indult az M2-n.
| #   | #   | Eredeti cím                       | Premier            |
| --- | --- | --------------------------------- | ------------------ |
| 1.  | 1.  | A Rozmaring kunyhó titka          | 2021. október 9.   |
| 2.  | 2.  | Csendeske                         | 2021. október 16.  |
| 3.  | 3.  | Lári és Fári                      | 2021. október 23.  |
| 4.  | 4.  | Egyik füleden be...               | 2021. október 30.  |
| 5.  | 5.  | Nem akarok felnőtt lenni!         | 2021. november 6.  |
| 6.  | 6.  | Én nem vagyok te!                 | 2021. november 13. |
| 7.  | 7.  | Okostójas                         | 2021. november 20  |
| 8.  | 8.  | Ismeretlen Jóbarát                | 2021. november 27. |
| 9.  | 9.  | Sajnálomtalanítás                 | 2021. december 4.  |
| 10. | 10. | A gonosz elnyeri méltó büntetéset | 2021. december 11. |
| 11. | 11. | Hova lett Napraforgó?             | 2021. december 18. |
| 12. | 12. | Meglepetés, barátság, születésnap | 2021. december 25. |

### Második évad (2022)
A második évad 2022. november 5-én indult az M2-n.
| #   | #  | Eredeti cím            | Premier            |
| --- | -- | ---------------------- | ------------------ |
| 13. | 1. | Világgá mentem         | 2022. november 5.  |
| 14. | 2. | Egy gubasztikus világ  | 2022. november 12. |
| 15. | 3. | A testem szabályai     | 2022. november 19. |
| 16. | 4. | Minden nap egy alma    | 2022. november 26. |
| 17. | 5. | Délibáb                | 2022. december 3.  |
| 18. | 6. | Két fél az egy egész?  | 2022. december 10. |
| 19. | 7. | Ibolya egy komoly alak | 2022. december 17. |
| 20. | 8. | Trombolimpia           | 2022. december 24. |